# Université Wesleyenne
 (septembre 2020).
Si vous disposez d'ouvrages ou d'articles de référence ou si vous connaissez des sites web de qualité traitant du thème abordé ici, merci de compléter l'article en donnant les références utiles à sa vérifiabilité et en les liant à la section « Notes et références ».
Ne doit pas être confondu avec Université Wesleyenne de l'Ohio.
Pour les articles homonymes, voir Wesleyan.
L'université Wesleyenne (en anglais, Wesleyan University) est une université privée d'arts libéraux située à Middletown dans l'État du Connecticut aux États-Unis. Elle a été fondée en 1831 par des supérieurs méthodistes et des résidents de Middletown. Aujourd'hui laïque, l'université Wesleyenne a été la première université à porter le nom de John Wesley, le fondateur du méthodisme. Elle partage un patrimoine historique commun avec environ vingt autres universités américaines qui portent également le nom du pasteur Wesley, mais avec le nom de leur État pour s'en distinguer. En 2016, l'université Wesleyenne a été classé 9e meilleure université aux États-Unis par le journal Forbes.

## Description
N'acceptant que 17 % (promotion de 2020) des postulants, l'université Wesleyenne est une des universités les plus sélectives des États-Unis. La Princeton Review l'a classée 97 sur une échelle de 60 à 99 dans son Admissions Selectivity Rating (classement de la sélectivité dans les admissions). Dans les classements mensuels initiaux de la Washington Review, elle a été classée deuxième, après Wellesley College, parmi les universités d'arts libéraux. L'université Wesleyenne fait partie des « Little Three » (trois petites) avec Amherst College et Williams College.
L'université Wesleyenne est célèbre pour la diversité de sa population estudiantine, avec des étudiants des 48 États américains, de Washington DC et de 47 pays étrangers. 30 % des étudiants de la promotion 2020 se sont identifiés comme étudiants de couleur.
Célèbre pour son militantisme, notamment pour ses organisations en faveur des droits des minorités, des féministes et des gays, Wesleyan University a servi, en tant que telle, d'inspiration principale pour le film d'Hart Bochner, intitulé PCU (1994) parodiant une « université exagérément politiquement correcte ».
Le programme en world music de l'université Wesleyenne représente un effort pilote, le premier à utiliser à long terme, outre des professeurs ethnomusicologues, des musiciens enseignants virtuoses représentant une grande diversité de traditions musicales. Depuis les années 1960, les musiques gamelan javanaise, indienne classique du sud, africaine occidentale, afro-américaine et expérimentale sont des composantes permanentes du département de musique à côté de la musique classique occidentale. Un M.As en world music ainsi qu'un Ph.D. en ethnomusicologie sont offerts.
L'université Wesleyenne est également connue pour son Département d'études cinématographiques. Administrées par l'historienne du cinéma, Jeanine Basinger, la notoriété et la considération dont jouissent les archives cinématographiques de l'université Wesleyenne reposent sur son fonds qui contient l'histoire de l'industrie cinématographique au XXe siècle. Ces archives renferment les documents personnels de plusieurs personnalités éminentes de l'histoire du cinéma telles que, entre autres, Elia Kazan, Frank Capra, Ingrid Bergman, Clint Eastwood, Martin Scorsese, Roberto Rossellini, John Waters, Gene Tierney ou Raoul Walsh.
Deux départements exceptionnels sont la Faculté d'études sociales (College of Social Studies ou CSS) et la Faculté des lettres (College of Letters ou COL). Fondée en 1959, la Faculté d'études sociales est établie dans le Centre des affaires publiques, (Public Affairs Center). Associant les disciplines d'histoire, de sciences économiques, de philosophie et d'études gouvernementales, la Faculté d'études sociales est considérée comme un des programmes les plus prestigieux de l'université Wesleyenne et parfois désigné sous le nom de « Faculté des étudiants suicidaires de deuxième année » en raison de la nature particulièrement intensive de sa deuxième année. La Faculté des lettres est un programme interdisciplinaire combinant les disciplines de littérature, d'histoire et de philosophie et requièrent un semestre d'études à l'étranger en deuxième année. Les deux départements incluent des petits séminaires et des travaux dirigés.

## Histoire
Fondée en 1831 comme université méthodiste pour hommes, l'université Wesleyenne est devenue en 1872 l'une des premières universités à tenter d'instaurer un environnement mixte, une expérience connue sous le nom de « The Wesleyan Experiment » (l'expérience wesleyenne), qui a permis à un nombre restreint d'étudiantes de s'inscrire. De nombreux anciens élèves étudiants de l'université Wesleyenne étant persuadés que l’éducation mixte dévaluait la position de leur université par rapport aux autres universités de rang comparable, celle-ci est redevenue de 1912 à 1970 une université réservée aux hommes. Lorsque l'université Wesleyenne a commencé à réadmettre des étudiantes en 1970, nombre de celles-ci avaient déjà trouvé leur place tout près de New London dans le Connecticut à l'université féminine de Connecticut College fondée en 1911 par d’anciennes étudiantes de la Wesleyenne.
En 1937, l'université Wesleyenne est devenue entièrement indépendante de l'Église méthodiste à la suite de l’affaiblissement des liens avec l'Église tout au long du début du XXe siècle.

## Programmes universitaires
L'université Wesleyenne délivre des B.As, des M.A. et des Ph.D.. L'université Wesleyenne offre plus de 900 cours dans 39 départements et 44 domaines principaux d'étude. Aucune sous-spécialisation n'est offerte. Elle soutient également activement les programmes interdisciplinaires. Il est, par exemple, possible d'y poursuivre une spécialisation sur mesure, appelée University Major (Spécialisation d'Université). Les doubles spécialisations sont également un choix populaire parmi les étudiants de l'université. Presque toutes les classes de second et de troisième cycle à l'université Wesleyenne sont de petite taille, d'environ 19 étudiants.
Les programmes de troisième cycle à l'université Wesleyenne sont, pour la plupart, limités aux sciences et aux mathématiques, bien qu'elles offrent également des programmes de troisième cycle de qualité en sciences libérales, musique et ethnomusicologie, anthropologie et psychologie.
En 1953, l'université Wesleyenne a ouvert la voie à l'étude des arts libéraux au niveau du troisième cycle, avec le Graduate Liberal Studies Program (Programme de troisième cycle d'études libérales). À présent, des milliers d'institutions universitaires ont suivi le mouvement avec des programmes similaires, y compris plusieurs des principales universités mondiales telles que Harvard, Oxford et Northwestern, entre autres. Le programme de troisième cycle d'études libérales de l'université Wesleyenne prépare au M.A. et au Certificate of Advanced Studies (certificat d'études avancées ou CAS).

### Départements et spécialisations
Détail des départements et de programmes d'études supérieures. Chaque département offre, sauf mention contraire, un ou plusieurs programmes principaux d'étude.
- Études afro-américaines
- Programme d'études américaines
- Anthropologie
- Programme d'archéologie
- Art et histoire de l'art
  - Histoire de l'art
  - Studio d'art
- Langues et littératures asiatiques
  - (pas de spécialisation distincte, voir Études est-asiatiques)
- Astronomie
- Biologie
- Chimie
- Études classiques
  - Langues classiques
  - Civilisation classique
- Faculté des Lettres
- Faculté des Études sociales
- Danse
- Sciences de la terre et de l'environnement
- Programme d'études est-asiatiques
- Économie
  - Économie
  - Mathématiques-Économie
- Anglais
- Études féministes, de genre et de sexualité
- Études cinématographiques
- Études allemandes
- Gouvernement
- Histoire
- Programme d'études latino-américaines
- Mathématiques
  - Mathématiques
  - Informatique
- Neuroscience et comportement
- Biochimie et biologie moléculaire
- Programme d'études médiévales
- Musique
- Programme de neurologie et de comportement
- Philosophie
- Éducation physique
  - (aucune spécialisation)
- Physique
- Psychologie
- Religion
- Langues et littératures romanes
  - Études françaises
  - Études italiennes
  - Études romanes
  - Littérature espagnole
- Programme d'études russe et est-européen
- Langues littératures et russes
- Programme de science dans la société
- Sociologie
- Théâtre

### Certificats
Il existe à l'université Wesleyenne des programmes de certificats « conçus pour produire une cohérence dans des programmes d'étude incluant des cours de nombre de départements et de programmes » :
- Certificat d'études environnementales
- Certificat d'informatique et de modélisation
- Certificat de relations international
- Certificat d'études juives et d'Israël

### Admissions au mérite et accessibilité financière
Poursuivant une politique d'admission au mérite, l'université Wesleyenne ne prend pas en compte les ressources financières dans sa décision d'accepter, de mettre en liste d'attente ou de refuser les candidats. En 1982, les administrateurs ont annoncé que, à la suite des restrictions des aides étudiantes par le gouvernement fédéral, l'université commencerait à prendre en considération les circonstances financières dans l'admission des étudiants en liste d'attente. Les étudiants ont protesté contre cette décision et, bien que les administrateurs n'aient pas cédé, l'université Wesleyenne a réussi à collecter assez de fonds pour pouvoir éviter de mettre cette nouvelle politique d'aide financière en œuvre. En 1992, l'administration universitaire a à nouveau pensé mettre fin aux admissions indépendamment des ressources financières pour les étudiants sur la liste d'attente. Un groupe d'étudiants, Students for Financially Accessible Education (SFAE ou Étudiants pour l'accessibilité financière aux études), a organisé une série d'actions, y compris des rassemblements, une manifestation silencieuse autour d'une réunion des administrateurs et un sit-in dans un bâtiment administratif suivi d'un bivouac sur sa pelouse. La politique d'admissions indépendante des ressources financières a été préservée et maintenue jusqu'à aujourd'hui. Le groupe SFAE a continué pendant plusieurs années à sensibiliser l'opinion publique sur la question l'accessibilité financière, à offrir des prêts sans intérêt aux étudiants avec des urgences financières et à obtenir des fonds pour l'aide financière avec des campagnes de conservation d'énergie. À l'heure actuelle, le SFAE paraît inactif.

### Militantisme récent
L'année 2004 a vu une résurgence du militantisme à l'université Wesleyenne, après plusieurs années d'inactivité. En décembre 2004, plus de 250 étudiants ont occupé South College, le bâtiment où se trouve le bureau du président Douglas Bennett pour protester contre le manque de participation étudiante dans les prises de décision administrative. Le lendemain, cette occupation a été suivie d'un forum où le président Bennett a promis de répondre aux exigences estudiantines en janvier 2005.
Une autre polémique à la même époque concerne le statut de la station de radio du campus, WESU, la deuxième radio universitaire à avoir été fondée aux États-Unis en 1939. Depuis 1988, le format de WESU était entièrement libre, les animateurs ayant toute latitude en ce qui concernait la programmation lorsque l'université a annoncé son intention de rechercher une forme d'affiliation avec la radio publique nationale PBS et de changer radicalement le format de la station. En octobre 2005, un consensus a été atteint sur quelques aspects de l'avenir de la station, avec la nomination de Ben Michael comme directeur général de la station. Michael, un bénévole depuis 1998 largement perçu par les étudiants comme le candidat du personnel de la station pour ce poste.
Les questions concernant le sexe, la sexualité et le genre dominent sur le campus de l'université Wesleyenne. Une organisation estudiantine[Laquelle ?] sur la sexualité définit largement la sexualité alternative avec l'acronyme LGBTTQQFAGIPBDSM pour décrire « les communautés incluant des identités sexuellement dissonantes incluant, entre autres, les lesbiennes, les gays, les bisexuels, les transgenres, les transsexuels, les queers, les flexuels, les asexuels, les genderqueers, les intersexes, les polyamoureux, les adeptes du BDSM (bondage, discipline, sado-masochisme) », avec des ellipses indiquant une suite indéfinie car la liste n'est pas complète.

## Théâtre
L'université Wesleyenne est le site de la première et de la plus active des compagnies de théâtre universitaires, dirigés par des étudiants, aux États-Unis. Cette compagnie, Second Stage, produit au moins un spectacle presque chaque week-end pendant l'année scolaire, soit dans le théâtre Patricelli '92 pleinement équipé, d'autres espaces sur le campus, tels que les résidences universitaires. L'ouverture du Center for the Arts en 1974 a rendu le théâtre Patricelli '92 a fourni au Département de théâtre ce bâtiment à l'équipement dernier cri pour des productions dirigées par des étudiants. Second Stage fournit aux étudiants une expérience de valeur inestimable dans la direction de leur propre compagnie théâtrale de petite taille.

## Astronomie
Construit en 1914, l'observatoire Van Vleck, est situé au sommet de Foss Hill près du centre du campus de l'université Wesleyenne. Selon le site Web du département d'astronomie, « les télescopes sont utilisés pour des programmes de recherche fondés sur l'observation et les observations sont ouvertes aux étudiants de l'université Wesleyenne  et au grand public. » Des trois télescopes que possède l'université, deux télescopes de 16 pouces et de 20 pouces sont tous deux employés pour les nuits d'observation publiques hebdomadaires ouvertes à la communauté de l'université Wesleyenne et au grand public. Le troisième instrument, un télescope Perkins de 24 pouces, qui est l'un des plus grands télescopes en Nouvelle-Angleterre, est utilisé principalement pour la recherche, y compris pour des projets de thèse par les étudiants de troisième cycle ainsi que pour des programmes de recherche départementaux. L'université Wesleyenne est également associée au télescope de 0,9 mètres de WIYN à Kitt Peak National Observatory en Arizona. Les étudiants et les enseignants ont l'occasion de faire de la recherche avec ce télescope en Arizona.

## Personnalités liées à l'université

### Corps administratif et enseignants

#### Professeurs
- Daniel Patrick Moynihan, professeur, puis sénateur de l'État de New York
- Woodrow Wilson, professeur de 1888 à 1890, puis président des États-Unis
- Elisabeth Young-Bruehl, professeur de 1974 à ~1995, éminente biographe et psychothérapeute

##### Arts et lettres
- Janine Basinger, professeur d'études cinématographiques depuis 1970
- Anthony Braxton, professeur, compositeur, pianiste et multi-instrumentiste et surtout connu comme musicien de jazz
- Jimmy Garrison, artiste en résidence jusqu'à 1976, bassiste de jazz
- Alvin Lucier, professeur ; pionnier de la composition expérimentale
- William Manchester, auteur d'œuvres non-fictionelles
- Jean Redpath, artiste en résidence, 1972 à 1976
- Jennifer Scappettone
- Richard Wilbur, professeur de ~1950 à 1980 ; poète

### Étudiants (année d'obtention du diplôme entre parenthèses)

#### Professeurs
- Ruth Behar (1977) : professeur d'anthropologie à l'université du Michigan ; auteur de Translated Woman, Women Writing Culture, The Vulnerable Observer ; réalisatrice et productrice d'Adio Kerida.
- Linda Brinen (1988) : directrice des programmes scientifique et technique, Joint Center for Structural Genomics, université Stanford
- Dr Larry “Lightnin” Dougherty (1969) : directeur de Buckley School à Sherman Oaks
- Gerald Holton (1941) : professeur émérite, université Harvard, autorité reconnue à l'échelle mondiale sur la vie d'Albert Einstein
- Shelly Kagan, professeur titulaire de la chaire Clark en philosophie à l'université Yale et ancien professeur titulaire de la chaire Henry R. Luce d'éthique et de pensée sociale.
- George John Maltese (1953), professeur titulaire de mathématiques à l'Université de Münster de 1973 à 1996
- Anthony Marx : 18e président d'Amherst College ; ancien professeur de sciences politiques à l'université Columbia.
- David McClelland (1938), psychologue du comportement, psychologue social, soutien de l'histoire quantitative. A également enseigné à Wesleyan University au début des années 50
- Juliet Schor, professeur de sociologie à Boston College. Ses travaux incluent The Overworked American: The Unexpected Decline of Leisure.
- Beverly Daniel Tatum (1975) : président de Spelman College ; auteur de Why Are All the Black Kids Sitting Together in the Cafeteria?
- Robert Weisbuch (1968) : 11e président de Drew University ; ancien président de la Woodrow Wilson National Fellowship Foundation.

#### Arts
- Megan Kelly (2006) : historienne de l'art remarquée, collectionneuse et artiste
- Meredith Bergmann (1976) : sculptrice du Women's Memorial (Boston)
- Lyle Ashton Harris (1988) : photographe, exposé au Whitney Museum of American Art
- Dena Davida (1995) : Fondatrice du diffuseur canadien de danse contemporaine Tangente, commissaire et enseignante
- Alan Shestack (1960) : conservateur en chef de la National Gallery of Art
- Mark Steinmetz (1982) : photographe, lauréat de la bourse Guggenheim (Guggenheim Fellowship)
- Philip Trager (1956) : photographe dont les œuvres incluent Villas of Palladio, Dancers, Persephone, et Changing Paris: A Tour Along the Seine
- Paul Lewis : architecte, directeur de la firme d'architecture Lewis, Tsurumaki & Lewis, qui a représenté les États-Unis à la Biennale d'architecture de Venise de 2004. Reconnu comme avant-garde de la conception architecturale pour l'année 2000 par Architectural Record.
- Robert Becker, percussionniste de l'Ensemble Nexus et de l'ensemble Steve Reich and Musicians.
- Russell Hartenberger, percussionniste de l'Ensemble Nexus et de l'ensemble Steve Reich and Musicians.

#### Affaires
- Joshua Boger (1973) : président et PDG de Vertex Pharmaceuticals
- Majora Carter (1988) : fondateur et directeur de l'exécutif de Sustainable South Bronx
- Richard Cavanagh (1968) : président et PDG de The Conference Board of New York
- Gilbert Clee - ancien associé gérant de McKinsey & Company
- Alan Dachs (1970) : président, le groupe de The Fremont Group (section investissement de la Bechtel Corporation) ; Président du conseil d'administration de Wesleyan University
- Ronald Daniel 1952 – Ancien gérant partenaire de McKinsey & Company ; ancien trésorier de la Harvard Corporation
- Charles Exley, Jr. (1951) : Ancien directeur et PDG, NCR Corporation
- Houghton Freeman (1943) : ancien vice-président de American International Group (AIG) ; Fondateur d'AIU.
- Charles James (1976) : vice-président et conseiller général de ChevronTexaco corp.
- Herb Kelleher (1953) : fondateur, directeur, ancien président et PDG de Southwest Airlines
- Matt Kelley (2001) : fondateur, directeur et PDG de la Mavin Foundation
- Daphne Kwok (1984) : directrice exécutive du Asian Pacific Institute for Congressional Studies
- Eliza Leighton (1995) : cofondatrice de Stand for Children
- Daniel Lynch (1980) : président d'ImClone
- Gary Loveman (1982) : directeur, président et PDG de Harrah's Entertainment
- John Lipsky (1968) : vice-président et ancien économiste en chef de JP Morgan Chase
- David Olson (1978) : ancien directeur des opérations d'investissement bancaire de CSFB Asia Pacific ; ancien président des opérations bancaires marchandes de Guggenheim Merchant Banking
- Robert Patricelli (1961) : président et directeur de Women's Health, USA
- Anthony Richter (1984) : directeur des initiatives en Asie centrale et au Moyen-Orient de l'Open Society Institute
- Tom Rogers (1976) : président et directeur de Primedia
- Jonathan I. Schwartz (1987) : président et PDG de Sun Microsystems
- David Skaggs (1964) : directeur exécutif de l'Aspen Institute et ancien membre du Congrès
- Richard Valentino (1965) : directeur financier en chef de BSAF, membre du Congrès des États-Unis (1982-1984)
- Laura Walker (1979) : présidente et directrice de WNYC
- Jeff Weitzen (1978) : ancien président et directeur de Gateway, Inc.
- John Woodhouse (1953) : fondateur et directeur en chef de Sysco[3]
- Walter Wriston (1941) : ancien président de Citibank
- Strauss Zelnick (1979) : fondateur et président de ZelnickMedia
- Ezra Zilkha (1947) : président de Zilkha and Sons
- Harold Bordwin (1982) : président de Keen Consultants LLC

#### Spectacle
- Miguel Arteta (1989) : réalisateur (Star Maps, Chuck and Buck, The Good Girl)
- John Perry Barlow (1969) : parolier des Grateful Dead, cofondateur de l'Electronic Frontier Foundation
- Michael Bay (1986) : réalisateur (The Rock, Armageddon, Pearl Harbor, Bad Boys)
- William Christopher (1954) : père John Patrick Francis Mulcahy dans la série télévisée MASH
- Jennifer Crittenden (1992) : auteur et/ou productrice des séries télévisées Seinfeld, The Drew Carey Show et Tout le monde aime Raymond
- Ed Decter (1979) : scénariste de Mary à tout prix
- Dana Delany (1978) : actrice lauréate de l'Emmy Award comptant à son actif les séries télévisées China Beach et Hôpital San Francisco et les films Tombstone et Fly Away Home
- Halley Feiffer (2007) : actrice dans The Squid and the Whale et dramaturge
- Jennifer Flackett (1986) : scénariste de Little Manhattan
- Conor Vincent Galvin (2006) : scénariste et réalisateur (In Your Eyes)
- William Garson : acteur, surtout connu pour son rôle de Stanford dans Sex and the City
- Jordan Goldman (2004) : scénariste, le Deadwood de HBO ; Créateur, rédacteur, Students' Guide to Colleges, Penguin Books
- Akiva Goldsman (1983) : scénariste pour The Client, A Time to Kill et Un homme d'exception (Oscar de la meilleure adaptation à l'écran)
- The Highwaymen : David Fisher (1962), Steve Trott (1962), Chan Daniels (déc.1962), Steve Butts (1962) et Bob Burnett (1962) : groupe folk avec un single classé 1er Michael (1961)
- Jay Hoggard (1976) : musicien renommé de jazz, vibraphoniste
- Dan Kapelovitz : auteur, directeur, producteur, The Three Geniuses
- Michael E. Knight (1980) : acteur, surtout connu pour son rôle de Tad Martin dans La Force du destin
- David Kohan (1986) : cocréateur et producteur exécutif de Will et Grace et Good Morning, Miami
- Tembi Locke : actrice afro-américaine de séries télévisées
- Laurence Mark (1971) : productrice des films Jerry Maguire, Pour le pire et pour le meilleur (As Good as It Gets), À la rencontre de Forrester (Finding Forrester)
- Daisy von Scherler Mayer (1988) : réalisatrice de (Party Girl, Madeline, The Guru)
- Alix Olson (1997) : artiste et poète lauréat de slam
- Amanda Palmer (1998) : chanteuse/pianiste de The Dresden Dolls
- Paul Schiff (1981) : producteur des films My Cousin Vinny et Rushmore
- Stephen Schiff (1972) : scénariste pour Lolita, True Crime et Infidèle
- Marc Shmuger (1980) : directeur de Universal Pictures depuis 2006
- Craig Thomas (1997) : scénariste et co-créateur de la série How I Met your Mother, dont les protagonistes fictifs Ted Mosby, Marshall Ericksen et Lily Aldrin sont également issus de l'université Wesleyenne
- Stephen Trask (1989) : compositeur et parolier de la comédie musicale Hedwig and the Angry Inch
- Jon Turteltaub (1985) : réalisateur de (Rasta Rockett, Phenomenon, While You Were Sleeping, Benjamin Gates et le Trésor des Templiers)
- Andrew Vanwyngarden (guitare) et Ben Goldwasser (clavier), fondateurs du groupe MGMT
- Paul Weitz (1988) : réalisateur (avec son frère Chris Weitz, American Pie, Pour un garçon)
- Joss Whedon (1987) : créateur, producteur, directeur et auteur de Buffy contre les vampires, Angel, Firefly et Serenity; scénariste de Speed et Toy Story
- Bradley Whitford (1981) : acteur lauréat du Emmy Award de la série télévisée À la Maison-Blanche
- David White (1970) : directeur exécutif, producteur et fondateur du Dance Theater Workshop
- Mike White (1992) : scénariste pour Chuck and Buck, Orange County et The Good Girl
- Dar Williams (1989) : chanteur de folk
- Christopher Wink (1983) : fondateur du Blue Man Group
- Frank Wood (1984) : acteur lauréat du Tony Award de Side Man
- Bobbito Garcia (1988) : célèbre DJ de hip-hop, auteur et joueur de streetball

#### Droit
- Russell Hardin (1964) : avocat, Hardin, Beers, Hagstette & Davidson et avocat principal de Houston pour la défense de Arthur Andersen dans les procès des actionnaires de Enron
- Hon. Terry Hatter (1954) : juge fédéral, Los Angeles
- Hon. Anthony Scirica (1962) : juge, Cour d'Appel des États-Unis, Troisième District (Philadelphie)
- Theodore Shaw (1976) : avocat-conseil directeur associé, fonds légal et éducatif de la NAACP
- Hon. Stephen Trott (1962) : juge fédéral de cour d'appel, 9e circuit
- Daniel H. Pollitt, professeur émérite, École de droit de l'université Caroline du Nord
- Michele A. Roberts (1977) : avocate directrice générale de la National Basketball Players Association (NPBA).

#### Littérature
- Andy Behrman (198 ?) : auteur d'Electroboy: A Memoir of Mania
- Amy Bloom (1975) : auteur Come to Me, Love Invents Us et A Blind Man Can See How Much I Love You
- Jennifer Finney Boylan (1980) : auteur de The Planets, The Constellations et des mémoires She's Not There
- Robin Cook (1962) : auteur de romans policiers médicaux parmi lesquels Abduction, Chromosome 6, Coma, Shock et nombre d'autres best-sellers
- Ted Fiske (1959) : auteur éducatif, créateur de The Fiske Guide to Colleges
- William H. Gass
- Daniel Handler (1992) : auteur (sous le pseudonyme de Lemony Snicket) de série d'ouvrages pour enfants A Series of Unfortunate Events
- Sebastian Junger (1984) : auteur de The Perfect Storm et Fire
- Kevin Lohela (1972) : auteur de The Rhetoric of Evil in Political Discourse: Post WWII
- Robert Ludlum (1951) : auteur dont les ouvrages incluent, entre autres, La Mémoire dans la peau, Le Cercle bleu des Matarèse
- Ariel Levy : auteur de Female Chauvinist Pigs
- C. Richard (Rick) Nicita (1967) : coprésident de Creative Artists Agency
- Reid Offringa : biographe mytho-poétique
- Charles Olson (1932) : poète moderniste
- Dr. Michael Palmer (1964) : auteur de romans policiers médicaux dont les livres incluent Side Effects, Flashback, Extreme Measures et Natural Causes
- Mary Roach : auteur de Stiff: The Curious Lives of Human Cadavers (Raides. La curieuse vie des cadavres humains)
- Sara Shandler (2002) : auteur de Ophelia Speaks: Adolescent Girls Write About Their Search for Self

#### Médecine
- Dr. Herbert Benson (1957) : président fondateur du Mind/Body Medical Institute ; auteur de The Relaxation Response
- Dr. Laman Gray, Jr. (1963) : chirurgien du cœur artificiel
- Dr. Jay Levy (1960) : chercheur et éducateur sur le sida ; professeur, département de médecine, université de Californie à San Francisco
- Emelie Marcus (1982) : rédacteur du journal scientifique Cell.
- Dr. Joseph J. Fins (1982) : éthicien médical ; professeur de médecine, université Cornell ; auteur de A Palliative Ethic of Care

#### Médias
- Eric Asimov (1979) : rédacteur et critique gastronomique au New York Times ; neveu d'Isaac Asimov
- William Blakemore (1965) : Correspondant, d'ABC News
- Ethan Bronner (1976) : éditorialiste adjoint au New York Times
- Dominique Browning (1977) : rédacteur en chef du House & Garden Magazine
- Jane Eisner (1977) : chroniqueur à The Philadelphia Inquirer
- Alberto Ibargüen (1966) : éditeur au Miami Herald, dirigeant du conseil d'administration de PBS
- Brooks Kraft (1987) : journaliste dont les images de la Maison-Blanche et du président Bush ont paru dans le Time Magazine
- Alex Kotlowitz (1977) : journaliste, activiste, auteur de There Are No Children Here
- Caroline Little (1981) : vice-présidente du Washington Post.Newsweek Interactive
- Randall Pinkston (1972) : journaliste à la télévision lauréat d'un Emmy Award
- C. Sumner (Chuck) Stone (1948) : professeur de journalisme à l'Université de Caroline du Nord ; ancien rédacteur aux Philadelphia Daily News
- Michael Yamashita (1971) : photographe au National Geographic
- John Yang (1980) : correspondant d'ABC News

#### Politique
- Gerald Baliles (1963) : ancien gouverneur l'État de Virginie
- Douglas J. Bennet (1959) : ancien secrétaire d'État adjoint à l'organisation des affaires internationales sous le président Bill Clinton
- Enrique A. Garcia (1960) : directeur général, ministère de la présidence, Bolivie
- John Hickenlooper (1974) : maire de Denver.
- Robert E. Hunter (1962) : ancien ambassadeur des États-Unis à l'OTAN, actuellement président de l'OTAN
- Phyllis Lee (1962) : secrétaire du comité des Programmes de Haut-Niveau aux Nations unies
- Nobutaka Machimura : ancien ministre japonais des Affaires étrangères ; ancien secrétaire général temporaire du Parti libéral démocrate japonais (LDP).
- Giulio M.T. Paunga (1987) : ministre du Travail, du Commerce et des Industries, gouvernement du Tonga
- Stephen Young (1973) : ancien ambassadeur des États-Unis au Kirghizstan.

#### Sciences
- Taft Armandroff (1982) : directeur du l'Observatoire W. M. Keck de Mauna Loa à Hawaii
- Kenneth G. Carpenter (1976) MA (1977) : scientifique du projet des opérations du télescope de l'espace Hubble
- Albert L. Lehninger, BA (1939) : pionnier de la recherche dans le domaine de la bioénergétique ; ensuite affilié à l'université du Wisconsin-Madison et l'université Johns-Hopkins.

#### Sports

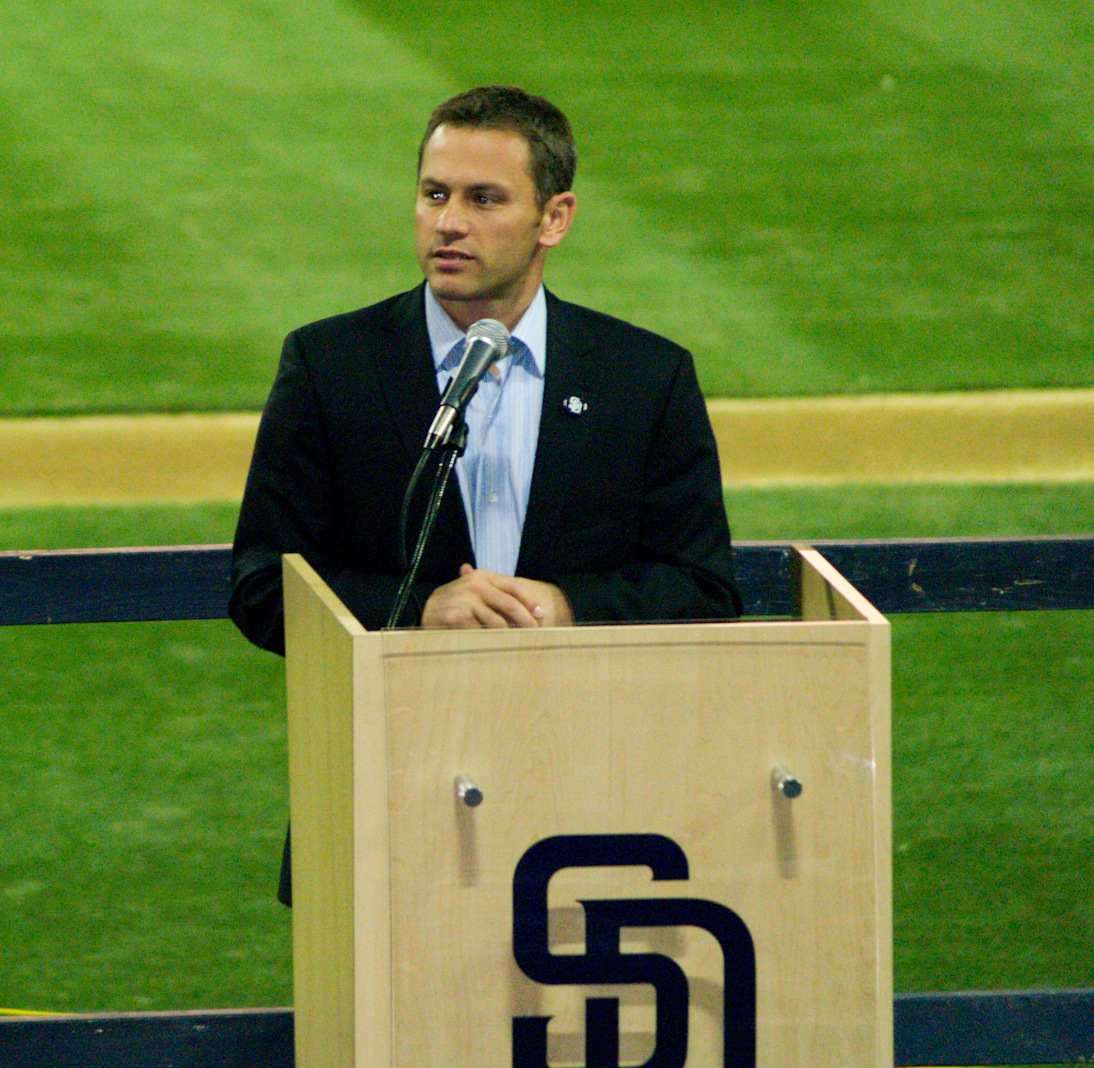
Jed Hoyer, ancien de Wesleyenne.

- Bill Belichick (1975) : entraîneur principal des Patriots de la Nouvelle-Angleterre, gagnant des Super Bowls de 2002, 2004, 2005, 2014, 2016 et 2019.
- Ambrose Burfoot (1968) : premier étudiant à remporter le marathon de Boston ; rédacteur exécutif du magazine, Runner's World
- Jeff Galloway (1967) : coureur et auteur du célèbre l'ouvrage Galloway's Book on Running
- Jeffrey Maier : célèbre joueur de baseball universitaire
- Eric Mangini (1994) : entraîneur principal des Cleveland Browns
- Bill Rodgers (1970) : coureur renommé, gagnant de quatre marathons de Boston et de quatre marathons de New York
- Jed Hoyer (1996) : joueur de baseball à l'université et directeur-gérant dans la Ligue majeure de baseball